# باول أنتونيللي
باول أنتونيللي (بالإنجليزية: Paul Antonelli)‏ هو عازف لوحة المفاتيح وملحن أمريكي، ولد في 22 يوليو 1959.

## وصلات خارجية
- باول أنتونيللي على موقع IMDb (الإنجليزية)
- باول أنتونيللي على موقع ميوزك برينز (الإنجليزية)
- باول أنتونيللي على موقع ديسكوغز (الإنجليزية)
- باول أنتونيللي على موقع قاعدة بيانات الفيلم (الإنجليزية)